# Aeroportul Weihai Dashuibo
Aeroportul Weihai Dashuibo (IATA: WEH, ICAO: ZSWH) este un aeroport din Dashuibo Town⁠(d), Wendeng District⁠(d), Weihai⁠(d), Shandong, Republica Populară Chineză ce deservește zona Weihai⁠(d). Aeroportul a fost tranzitat în 2022 de 1.108.242 de pasageri. A fost numit după zona deservită.
Situat la o altitudine de 44 m, aeroportul dispune de o singură pistă.